# Xendor
Xendor fue el primer Jedi Oscuro y el precursor de los grandes señores sith en el universo de la Guerra de las Galaxias.
Xendor fue el primer Caballero Jedi conocido que cayó en el lado oscuro de la Fuerza en los primeros años de la Antigua República y la Antigua Orden Jedi. Xendor consiguió captar adeptos a su causa, creándose así los primeros Jedi Oscuros. Los Jedi oscuros se dieron el nombre de las Legiones de Lettow, los cuales creían que la Fuerza no se daba a través de meditación y paz, sino con las emociones. La tensión entre los Caballeros Jedi y los Jedi Oscuros, que los Jedi llaman "Jedi caídos", creció hasta alcanzar su punto álgido en el conocido como Primer Gran Cisma, o la Gran Secesión Jedi, que comenzó con los Jedi Oscuros expulsados de la Antigua República. Los expulsados encontraron un nuevo hogar en el lejano planeta Korriban.
Allí, los Jedi Oscuros descubrieron a la raza Sith, una antigua raza medio humana que una vez sirvió como esclava al Imperio Infinito de Rakata. Usando el lado oscuro de la Fuerza los Jedi Oscuros les mostraron sus poderes a los Sith. Los Jedi oscuros se impresionaron al saber que la raza también tenía esos poderes, e incluso eran más desarrollados que los de los Jedi oscuros. Entonces Xendor no dudó en estudiar esas técnicas para volverse más poderoso. Duró estudiando varios años, y pronto se volvió más poderoso que los mismos Sith, pero para no desperdiciar sus conocimientos se los impuso a un sith en especial a Crisfor I y este se volvió tan poderoso (aunque menos que Xendor) que lo nombraron rey del pueblo.
Xendor, se dice, se casó con Goltråná, también conocida como Arden Lyn, que fue la primera en pedirle al pueblo que lo pusieran de rey. Ellos reinaron juntos por varios años y llevaron al pueblo a tener gran poder. Sin embargo Xendor no quiso utilizar en la guerra a casi ningún sith, nadie sabe por qué, sólo utilizaba principalmente a Arden Lyn, y el resto eran élites. Por eso hasta se cree que él no encontró a los verdaderos sith. Registros de este periodo fueron perdidos con el tiempo.
Xendor, creen los Jedi, fue muerto durante el Primer Gran Cisma, derrotado por una Jedi llamada Awdrysta Pina, la cual simplemente usó la Fuerza para detener los latidos de Arden Lyn —aunque la misteriosa mujer no murió—. Con eso terminó el primer gran Cisma.
Se cree que Lyn revivió a Xendor con el poder de la Fuerza para que reinara de nuevo a su lado. También se cree que Arden Lyn era de verdad sith, y que manejaba increíblemente la Fuerza, tal vez mejor que él. Asimismo la República nunca supo quienes eran los élites que siempre acompañaban a Xendor, pero estatuas encontradas en Korriban en el año 150 después de la batalla de Yavin demuestran que él de verdad estuvo ahí.
Cuando Xendor murió sus tres hijos se encargaron de la tierra, pero la dividieron en tres partes, una para cada uno. Ellos entraron en guerra civil, la cual terminó en un tratado de paz.
Xendor fue el precursor de la Orden Sith, y el primer Jedi Oscuro conocido de la historia.
Xendor no ansiaba mucho la destrucción, sólo para mantener a la República a raya.
- Datos: Q4021764